# Anthomyia chrysosotoma
Anthomyia chrysosotoma este o specie de muște din genul Anthomyia, familia Anthomyiidae. A fost descrisă pentru prima dată de Camillo Rondani în anul 1863. Conform Catalogue of Life specia Anthomyia chrysosotoma nu are subspecii cunoscute.